# Cratere Rembrandt
Rembrandt  è un cratere sulla superficie di Mercurio.